# Praia de São Tomé
A Praia de São Tomé é uma praia do Arquipélago de São Tomé e Príncipe, localiza-se a Sul da ilha do Príncipe localizada junto ao monte As Mamas que se eleva a 251 metros de altitude e junto à foz do Rio São Tomé.